# Dagmálaás
Dagmálaás är en kulle i republiken Island. Den ligger i regionen Suðurland, i den sydvästra delen av landet, 80 km öster om huvudstaden Reykjavík. Toppen på Dagmálaás är 150 meter över havet.
Trakten runt Dagmálaás är nära nog obefolkad, med mindre än två invånare per kvadratkilometer. Närmaste större samhälle är Flúðir, 13,9 km söder om Dagmálaás. Trakten runt Dagmálaás består i huvudsak av gräsmarker.